# Сейверейд, Дайан
Дайан Сейверейд (англ. Diane Savereide; род. 25 ноября 1954, Альбукерке, Нью-Мексико) — американская шахматистка, международный мастер (1977) среди женщин.
Чемпионка США (1975, 1976, 1978 —  совместно с Р. Кротто, 1981, 1984). 
Участница межзональных турниров в Тбилиси (1976) — 10-е место, Аликанте (1979) — 5-е место, Тбилиси (1982) — 13—14 место и Гаване (1985) — 10-е место.
В составе сборной США участвовала в шести шахматных Олимпиадах (1976—1984, 1988). На пяти Олимпиадах играла на первой доске, а в 1988 г. — на второй. 
В 2010 г. введена в Зал шахматной славы США.

## Изменения рейтинга
| Графики недоступны из-за технических проблем. См. информацию на Фабрикаторе и на mediawiki.org. |